# Фудзики, Наохито
Наохито Фудзики (яп. 藤木 直人 Фудзики Наохито, род. 19 июля 1972 года) — японский актёр и певец. Актёром стал во время учёбы в университете, выиграв конкурс.

## Биография
Наохито Фудзики родился 19 июля 1972 года в городе Сакура японской префектуры Тиба. У него есть старший брат-близнец. Учился в университете Васэда на компьютерной специальности. Актёром стал во время учёбы. Первой его ролью была роль в полнометражном фильме Hana Yori Dango 1995 года.
Наохито Фудзики не только актёр, но и певец. Его CD выходят с 1999 года. В 2005 году женился на давней подруге, а в декабре 2006 года у них родился ребёнок, через некоторое время второй.
Увлекается футболом и бейсболом. Умеет играть на гитаре и фортепиано.

## Дорамы
- 2011 — Control ~ Hanzai Shinri Sousa ~
- 2010 — Hotaru no Hikari-2 / Мерцание светлячков-2
- 2010 — Saigo no Yakusoku
- 2010 — Naka nai to Kimeta Hi / Последний день моих слёз
- 2009 — Ikemen Shin Sobaya Tantei
- 2009 — Yako no Kaidan
- 2009 — Ikemen Sobaya Tantei
- 2008 — Shibatora / Сибатора
- 2008 — Around 40 / Около сорока
- 2008 — Proposal Daisakusen SP / Операция Любовь SP
- 2007 — Hotaru no Hikari / Мерцание светлячков
- 2007 — Proposal Daisakusen / Операция Любовь
- 2007 — Ichi Rittoru no Namida SP
- 2006 — Message
- 2006 — Gal Circle
- 2006 — Kobayakawa Nobuki no Koi
- 2005 — Ichi Rittoru no Namida / Один литр слёз
- 2005 — Tsumiki Kuzushi Shinso
- 2005 — Hoshi ni Negai Wo
- 2005 — Slow Dance
- 2004 — Shukumei
- 2004 — Itoshi Kimi e
- 2003 — Taikoki
- 2003 — Kou Kou Kyoushi 2003
- 2002 — Nurse no Oshigoto 4
- 2002 — Hatsu Taiken
- 2001 — Antique / Антика
- 2001 — Platonic Sex (story 4)
- 2001 — Love Revolution
- 2000 — Nurse no Oshigoto 3
- 1999 — Asuka
- 1999 — P.S. Genki desu, Shunpei
- 1999 — Oni no Sumika
- 1998 — Nanisama!
- 1998 — Happy Mania
- 1998 — Great Teacher Onizuka
- 1998 — Don’t Worry
- 1997 — Meitantei Hokenshitsu no Obasan
- 1996 — Sekaide Ichiban Yasashii Ongaku